# František Dibarbora
František Dibarbora (ur. 19 listopada 1916 w Bratysławie, zm. 4 września 1987 tamże) – słowacki aktor teatralny i filmowy.
W 1938 roku ukończył Hudobnú a Dramatickú Akadémiu w Bratysławie. Związany był z zespołem dram. Slovenskégo národnégo divadla w Bratysławie. Grał głównie w komediach. Ważniejsze role teatralne w jego karierze to: Alcest w  „Mizantropie” Moliera, Chlestakow w „Rewizorze” Nikołaja Gogola, Sir Hugh Evans w „Wesołych kumoszkach z Windsoru” Williama Szekspira. Dibarbora występował także w operetce, filmie, radiu i telewizji.

## Filmografia[1]
- 1948: Wilcze doły
- 1949: Dziewczyna ze Słowacji
- 1951: Ruszyły wzgórza
- 1952: Wakacje z aniołem
- 1954: W piątek trzynastego
- 1959: Człowiek, który nie wrócił
- 1961: Człowiek, który stchórzył - jako Varga
- 1962: Janosik - jako sędzia Očkayi
- 1965: Oko za oko
- 1965: Demaskacja Elżbiety Batory - jako Gibala
- 1965: Śmierć nadchodzi podczas deszczu
- 1966: Majster kat
- 1967: Pakt z diabłem - jako Boroš
- 1968: Innego wyjścia nie ma
- 1970: Czym mogę służyć?
- 1974: Trofeum nieznanego strzelca
- 1980: Wynajęty klaun